# Pepelea din cenușă
Pepelea din cenușă este o poezie scrisă de George Coșbuc.